# Шлях П'ястівських Замків

Позначка маршруту

Шлях П'ястівських замків (пол. Szlak Zamków Piastowskich) — туристичний маршрут у Польщі, загальною протяжністю 146 км, що пролягає територією Нижньосілезького воєводства. Маршрут позначений зеленим кольором.
Розпочинається у Замку Гродно в Заґужу-Шльонському, а завершується на Качавському передгір'ї у Замку Ґродзець.
Маршрут передбачає відвідування 15 п'ястівських замків.

## Об'єкти на шляху
- Замок Гродно
- Заґуже-Шльонське
- Злоти Ляс
- Модлішув
- Поґожала
- Вітошув
- Любехув
- Замок «Князь»
- Полчниця (Свебодзіце)
- Замок Ціси
- Хвалішув
- Петшикув
- Клачина
- Замок Свіни
- Больківський замок
- Пастевник
- Замок Неситно (Плоніна)
- Тужець
- Яновіце-Великі
- Замок Больчув
- Воянув
- Домбровиця
- Струпіце (Єленя-Ґура)

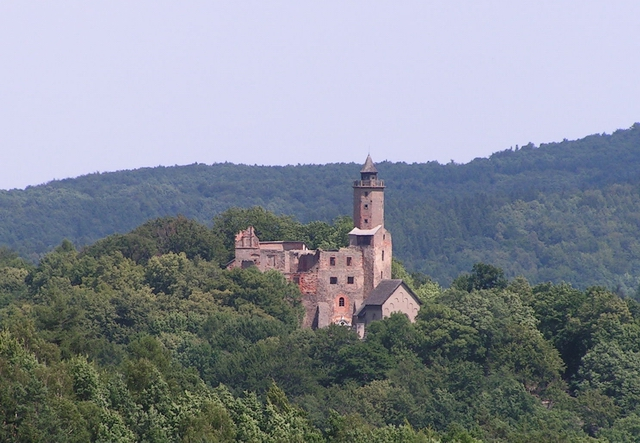
Замок Гродно

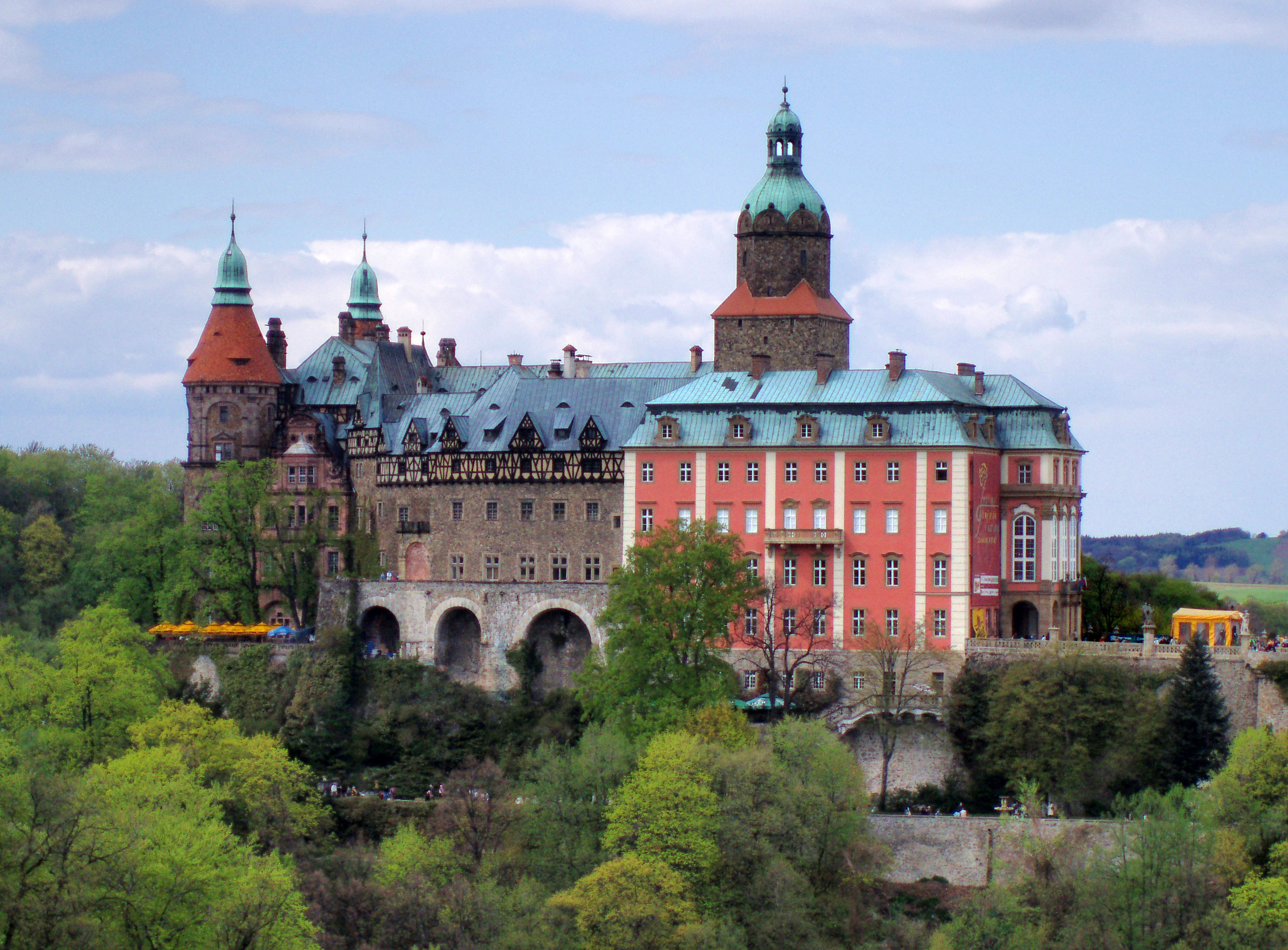
Замок «Князь»

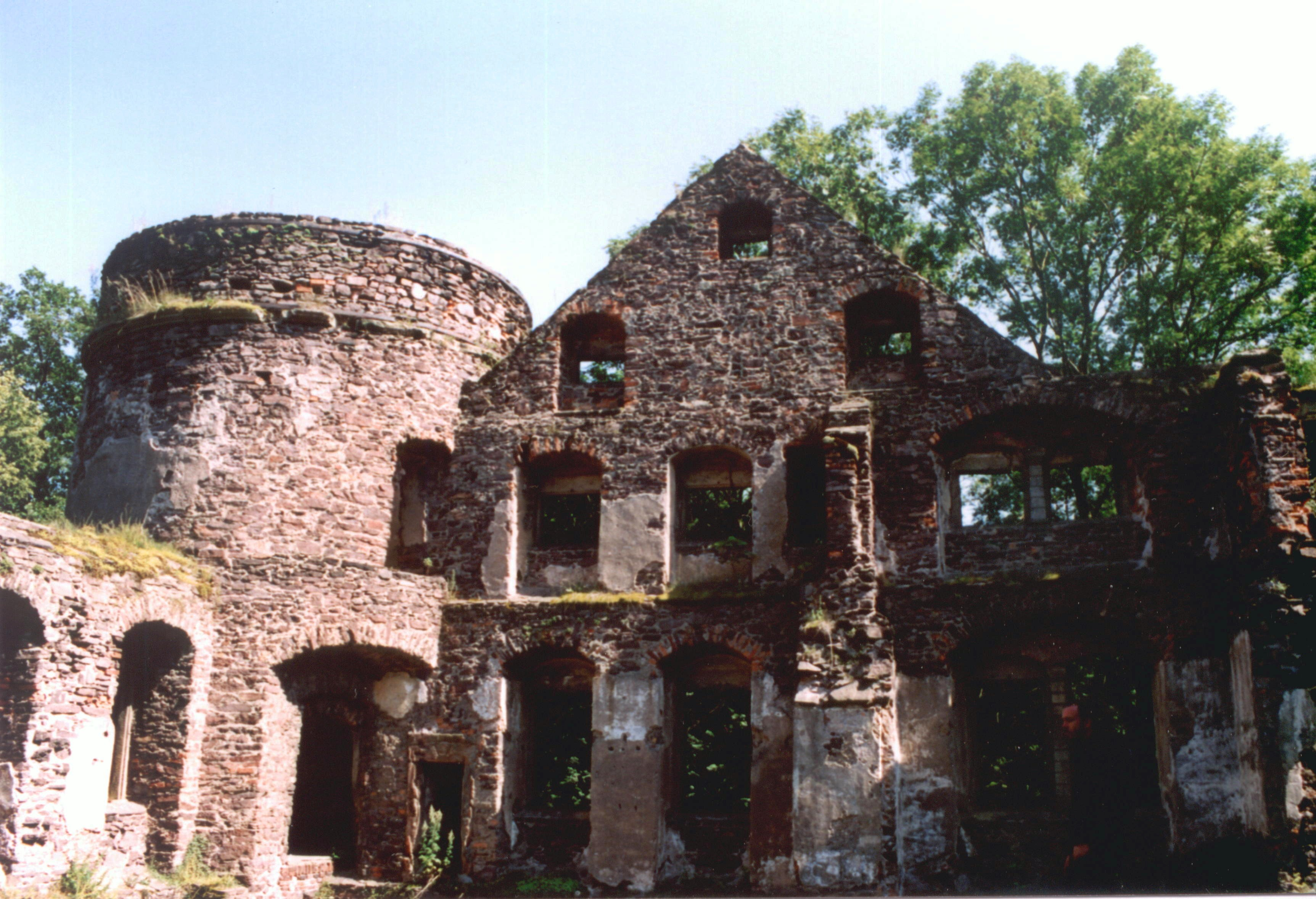
Руїни північно-західної частини замку Свіни

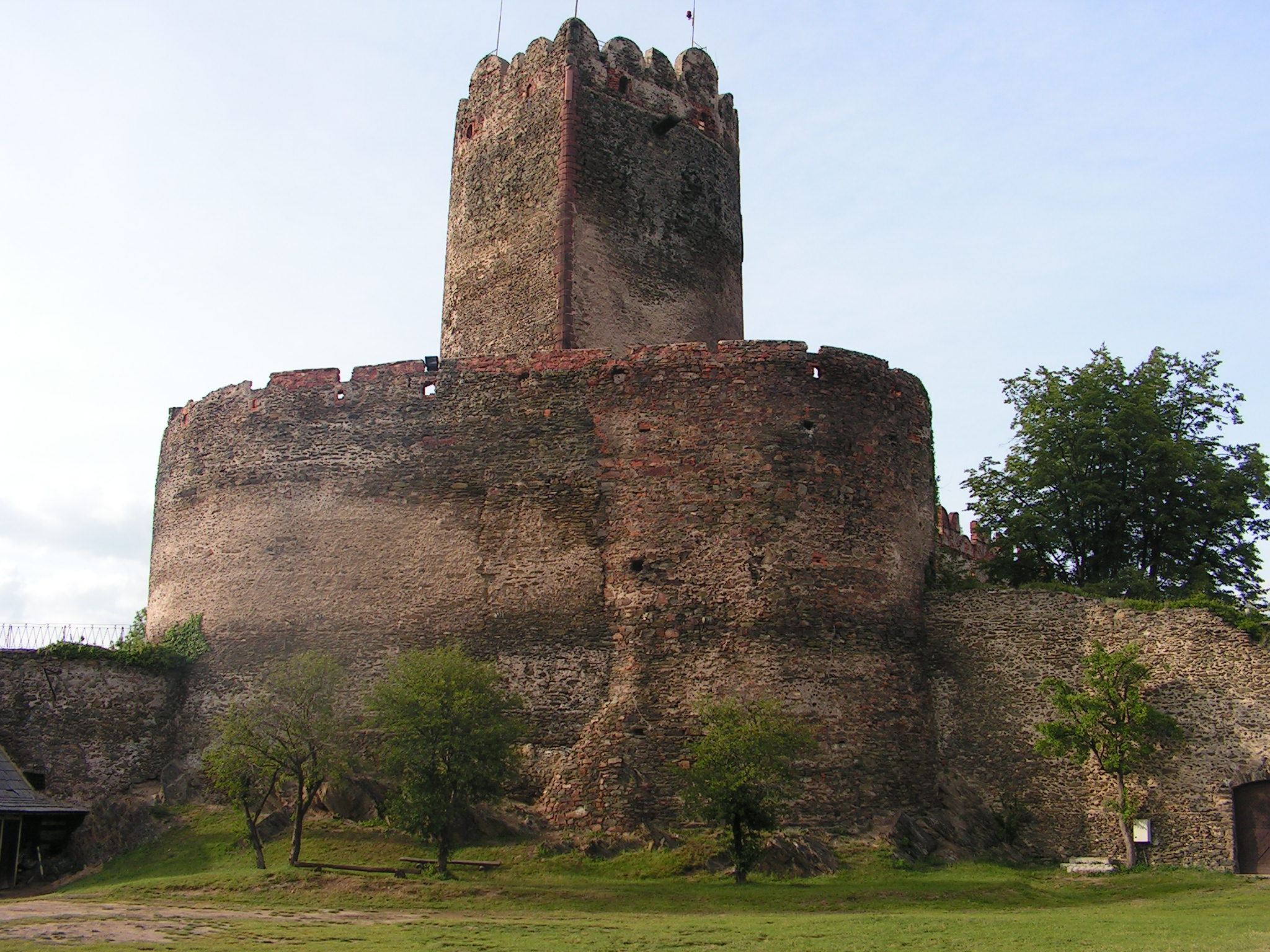
Замок у Болькові

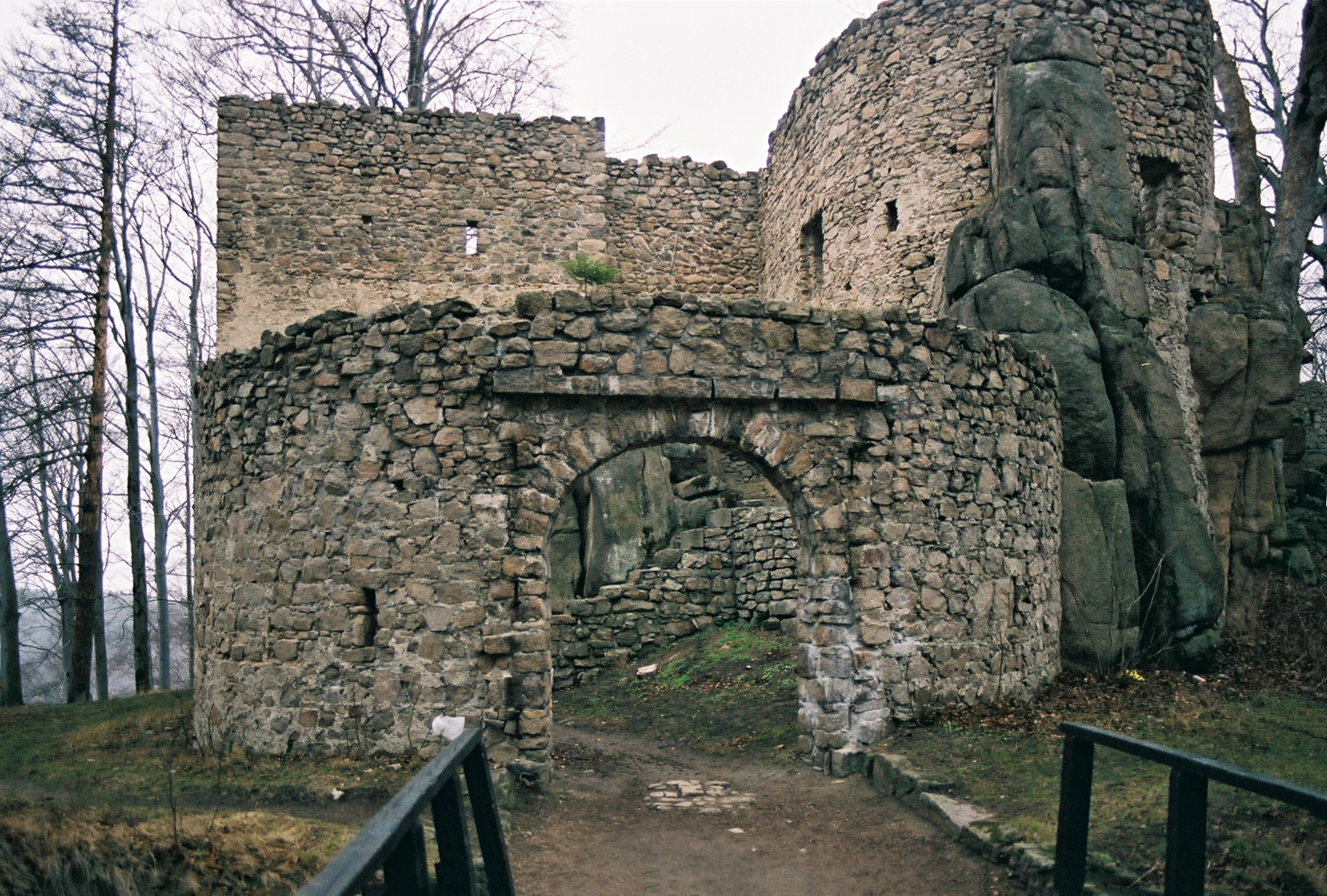
Замок Больчув

- Палац Шафґочів в Цепліце (Єленя-Ґура)
- Туристична база «Перлина Заходу»
- Седленцин
- гребля Пільховицького озера
- Мацейовець
- Радомиці
- Клеча
- Замок Влень
- Остшица
- Твардоциці
- Чапле
- Ґродзець
- Замок Ґродзець